# Котковец, Алексей Васильевич
Алексей Васильевич Котковец (бел. Аляксей Васільевіч Каткавец; род. 7 июня 1998, Тышковичи, Брестская область) — белорусский легкоатлет, специалист по метанию копья. Выступает за сборную Белоруссии по лёгкой атлетике с 2015 года, обладатель серебряной медали чемпионата Европы среди юниоров, бронзовый призёр молодёжного европейского первенства, победитель и призёр первенств национального значения, участник летних Олимпийских игр в Токио. Мастер спорта Республики Беларусь международного класса.

## Биография
Родился 7 июня 1998 года в агрогородке Тышковичи Брестской области.
Начал заниматься лёгкой атлетикой в 2009 году в профсоюзной Мотольской специализированной детско-юношеской школе олимпийского резерва под руководством тренера-преподавателя по спорту Владимира Анатольевича Кузьменчука. Затем проходил подготовку в Брестском областном училище олимпийского резерва.
Впервые заявил о себе на международном уровне в сезоне 2015 года, когда вошёл в состав белорусской сборной и выступил в метании копья на юношеском мировом первенстве в Кали.
В 2016 году метал копьё на юниорском мировом первенстве в Быдгоще.
В 2017 году в той же дисциплине занял восьмое место на Кубке Европы по метаниям в Лас-Пальмасе, завоевал серебряную медаль на юниорском европейском первенстве в Гроссето.
В 2018 году одержал победу на чемпионате Беларуси в Минске.
В 2019 году победил в молодёжной категории на Кубке Европы по метаниям в Шаморине, взял бронзу на молодёжном европейском первенстве в Евле, принимал участие в чемпионате мира в Дохе — на предварительном квалификационном этапе метания копья показал результат 82,08 метра, чего оказалось недостаточно для выхода в финал.
На чемпионате Белоруссии 2020 года в Минске вновь превзошёл всех соперников и получил золото, при этом установил свой личный рекорд — 86,05 метра.
В 2021 году занял четвёртое место на Кубке Европы в Сплите, защитил звание чемпиона Белоруссии. Выполнив олимпийский квалификационный норматив (85,00), удостоился права защищать честь страны на летних Олимпийских играх в Токио — в финале метнул копьё на 83,71 метра и расположился в итоговом протоколе соревнований на шестой строке.
В феврале 2022 на Кубке и первенстве Беларуси по длинным метаниям установил новый национальный рекорд Беларуси в метании копья — 87,53 метра.
За выдающиеся спортивные достижения удостоен почётного звания «Мастер спорта Республики Беларусь международного класса».